# Ceratina tejonensis
Ceratina tejonensis là một loài Hymenoptera trong họ Apidae. Loài này được Cresson mô tả khoa học năm 1864.